# Helcogramma cerasina
Helcogramma cerasina és una espècie de peix de la família dels tripterígids i de l'ordre dels perciformes.

## Hàbitat
És un peix marí de clima tropical que viu fins als 12 m de fondària.

## Distribució geogràfica
Es troba a Tonga i a Fiji.